# آب‌شناسی (هیدرولوژی): برنامه نظری
آب‌شناسی (هیدرولوژی): برنامه نظری کتابی از محمدجواد جنیدی است که در سال ۱۳۳۵ منتشر و برندهٔ جایزه کتاب سال سلطنتی شد.